# Hermersbach (Dernbach)
Der Hermersbach ist ein gut ein Kilometer langer Bach im südöstlichen Pfälzerwald auf der Gemarkung der Ortsgemeinde Ramberg im rheinland-pfälzischen Landkreis Südliche Weinstraße, der von rechts und Westen in den Dernbach mündet.

## Verlauf
Der Hermersbach entspringt im Pfälzerwald auf einer Höhe von etwa 308 m ü. NHN  am Südhang des Hermeskopfes in einem Laubwald westlich von Ramberg.
Er fließt zunächst etwa 300 m in Richtung Südosten in der Flur In den Farrenwiesen durch Laubwaldgelände, quert dann einen Waldweg und betritt danach eine Waldwiese. Er läuft nun knapp 0,5 km durch die Flur Im Hermersbach und erreicht dann den  Südwestrand von Ramberg.
Der Bach fließt danach teils unterirdisch verdolt durch den Süden von Ramberg, kreuzt dabei die Hermesbachstraße und mündet schließlich auf etwa 221 m nördlich des örtlichen Sportplatzes von rechts in den Dernbach.